# Pyhtää
Pyhtää (szw. Pyttis) – gmina w Finlandii, położona w południowej części kraju, należąca do regionu Kymenlaakso.